# The Magic Numbers
The Magic Numbers er en engelsk poprockgruppe, der består af to par brødre og søtre fra Hanwell i det vestlige London. The Magic Numbers består af Romeo Stodart (lead guitar, vokal), hans søster Michele (basguitar, vokal, klokkespil), Angela Gannon (melodica, percussion, keyboard, vokal) og hendes bror Sean Gannon (trommer).
Gruppen blev dannet i 2002, og de udgav deres debutalbum The Magic Numbers den 13. juni 2005. Deres opfølger, Those the Brokes, udkom den 6. november 2006, og The Runaway blev udgivet den 6. juni 2010. Herefter fulgte Alias den 18. august 2014 og senere Outsiders som udkom den 11. maj 2018.

## Diskografi

### Studiealbummer
| År   | Albumdetaljer                                                      | Højeste hitlisteplacerin | Højeste hitlisteplacerin | Højeste hitlisteplacerin | Højeste hitlisteplacerin | Højeste hitlisteplacerin | Højeste hitlisteplacerin | Certificeringer    |
| År   | Albumdetaljer                                                      | UK                       | BE (Fl)                  | FRA                      | GRE                      | NLD                      | SWE                      | Certificeringer    |
| ---- | ------------------------------------------------------------------ | ------------------------ | ------------------------ | ------------------------ | ------------------------ | ------------------------ | ------------------------ | ------------------ |
| 2005 | The Magic Numbers - Released: 13 June 2005 - Label: Heavenly/EMI   | 7                        | 33                       | 142                      | —                        | 38                       | 11                       | - BPI: 2× Platinum |
| 2006 | Those the Brokes - Released: 6 November 2006 - Label: Heavenly/EMI | 11                       | 34                       | —                        | —                        | 41                       | 3                        | - BPI: Gold        |
| 2010 | The Runaway - Released: 26 July 2010 - Label: Heavenly             | 46                       | 78                       | —                        | 43                       | 90                       | 32                       |                    |
| 2014 | Alias - Released: 18 August 2014 - Label: Caroline/Universal       | 57                       | 86                       | —                        | —                        | —                        | —                        |                    |
| 2018 | Outsiders - Released: 11 May 2018 - Label: Role Play, Black Candy  | 55                       |                          |                          |                          |                          |                          |                    |

### EP'er
- Undecided EP (3. september 2007)

The Six track Undecided EP indeholdt alternative version af to numre fra deres album Those The Brokes fra 2006 samt fire tidligere ikke-udgivne sang.
1. "Undecided" (Radio Edit)
2. "Fear Of Sleep"
3. "Shooter"
4. "Tonight"
5. "Let Somebody In" (Alternate Version With Strings By Robert Kirby)
6. "Sissy And The Silent Kid"[8]

- The Pulse EP (2010)

Denne EP blev udgivet før deres album The Runaway som udkom 26. juli 2010. To sange fra EP'en kom ikke med på albummet.
1. "The Pulse"
2. "Dead Mirrors"
3. "This Isn't Happening"[9]

### Singler
| "Forever Lost"                                                                    | 2005 | 15 | — | —  | The Magic Numbers |
| "Love Me Like You"                                                                | 2005 | 12 | — | 10 | The Magic Numbers |
| "Love's a Game"                                                                   | 2005 | 24 | — | 25 | The Magic Numbers |
| "I See You, You See Me"                                                           | 2006 | 20 | — | 17 | The Magic Numbers |
| "Take a Chance"                                                                   | 2006 | 16 | — | 16 | Those the Brokes  |
| "This is a Song"                                                                  | 2007 | 36 | — | 18 | Those the Brokes  |
| "Hurt So Good"                                                                    | 2009 | —  | — | —  | The Runaway       |
| "The Pulse"                                                                       | 2010 | —  | — | —  | The Runaway       |
| "Why Did You Call?"                                                               | 2010 | —  | — | —  | The Runaway       |
| "Shot in the Dark"                                                                | 2014 | —  | — | —  | Alias             |
| "E.N.D."                                                                          | 2014 | —  | — | —  | Alias             |
| "Roy Orbison"                                                                     | 2014 | —  | — | —  | Alias             |
| "I Don't Care If It's Christmas"                                                  | 2014 | —  | — | —  | ikke album-single |
| "Sweet Divide"                                                                    | 2018 | —  | — | —  | Outsiders         |
| "Ride Against the Wind"                                                           | 2018 | —  | — | —  | Outsiders         |
| "—" denotes a recording that did not chart or was not released in that territory. |      |    |   |    |                   |